# Mary Kom
Mary Kom (n. 1 martie 1982, Manipur, India) este o boxeră ce a reprezentat India, medaliată olimpică. A participat la 2 ediții ale Jocurilor Olimpice (2012, 2020) în care a câștigat două medalii de bronz.